# Nord-Süd-Konflikt

Sogenannte „nördliche Staaten“ (blau) und „südliche Staaten“ (rot)

Der Nord-Süd-Konflikt ist ein struktureller Konflikt, der aus der unterschiedlichen wirtschaftlichen, sozialen und politischen Entwicklung und den entsprechend auch unterschiedlichen Interessen von Industriestaaten einerseits und Entwicklungs- und Schwellenländern andererseits resultiert.

## Allgemeines
Seine Bezeichnung erhielt der Nord-Süd-Konflikt aus der geostrategischen Beobachtung, dass die meisten Industrieländer auf der Nordhalbkugel und die meisten Entwicklungs- und Schwellenländer auf der Südhalbkugel angesiedelt sind.
US-Präsident Harry Truman verlieh der Dritten Welt in seiner Regierungserklärung vom 20. Januar 1949 das Attribut der „Unterentwicklung“ (englisch underdevelopment), das später das Nord-Süd-Verhältnis bestimmen sollte. Der Nord-Süd-Konflikt ist seit den 1960er Jahren zu einem der zentralen Probleme der internationalen Beziehungen geworden, der zunächst als außenwirtschaftlicher und verteilungspolitischer Interessenkonflikt begann und sich in den 1990er Jahren auf ökologische, demografische und sicherheitspolitische Aspekte ausdehnte.

## Geschichte
Der Nord-Süd-Konflikt wurzelt in den aufkommenden Unabhängigkeitsbewegungen ehemaliger Kolonien. So erreichten einige Entwicklungsländer die Unabhängigkeit von ihren Kolonialmächten wie Indonesien (August 1945), Indien/Pakistan (August 1947), Marokko/Tunesien (März 1956), Algerien (Juli 1962), Uganda (Oktober 1962), Kenia (Dezember 1963), Mosambik (Juni 1975) oder Angola (November 1975). Sie waren seitdem als autonome Staaten vollständig dem Welthandel ausgesetzt und konnte ganz oder teilweise nicht mehr von früheren, sie begünstigenden diskretionären Importvorschriften ihrer ehemaligen Kolonialmächte profitieren. Die sich hierdurch für die ehemaligen Kolonien verschlechternden Terms of Trade und weitere Disparitäten waren die ökonomische Hauptursache für den aufkommenden Nord-Süd-Konflikt.
Viele der neuen unabhängigen Staaten reihten sich in die Bewegung der Blockfreien Staaten ein. Die Grundlage dieser globalen Bewegung, die bereits 1955 auf der Konferenz von Bandung ihren Anfang genommen hatte, bildeten neben der Kritik am atomaren Kräftemessen der Großmächte vor allem die Verurteilung der Rassentrennung in den USA und Südafrika sowie die Erfahrung und anhaltende Befreiung vom Kolonialismus. Vor allem die leidvolle Erfahrung der Strukturen des Kolonialismus und des europäischen Imperialismus und deren Aufarbeitung ließ in Dritte-Welt-Staaten ein Bewusstsein für die fortlaufende wirtschaftliche Ausbeutung (Neokolonialismus) entstehen. In der Kulturwissenschaft entstand in dieser Auseinandersetzung die geistige Strömung des Postkolonialismus.
Im Rahmen der Collective Self-Reliance ‚abgestimmte Eigenständigkeit‘ versuchten Entwicklungsländer seit 1975, durch gegenseitige Abstimmung ihre Verhandlungsmacht zu verbessern, um eine Neue Weltwirtschaftsordnung durchzusetzen.

## Inhalt
Der Nord-Süd-Konflikt besteht aus drei Kerngebieten, nämlich wirtschaftlichen, ökologischen und (macht-)politischen Merkmalen.
In der Wirtschaft wird die Armut in Entwicklungsländern unter anderem mit deren ökonomischer Abhängigkeit von Industrieländern in Verbindung gebracht wie Auslandsverschuldung, Ausbeutung der Ressourcen, Bevölkerungsexplosion durch hohe Geburtenraten, Protektionismus in der Handelspolitik, fehlendem Technologietransfer oder restriktiver Kreditvergabepraxis von IWF und Weltbank. Ökologisch versuchen die Industrieländer, in den Entwicklungsländern internationale Standards durchzusetzen, deren Umsetzung zu kostspielig ist. Politisch ist der Konflikt unter anderem durch starke Migration aus den Entwicklungsländern geprägt, die von den Industrieländern als Bedrohung empfunden und durch zunehmende Abschottung beantwortet wird., spezieller machtpolitisch durch den Norden überwiegend strukturell begünstigende Handelspolitik und durch die erwähnte restriktive und mit neoliberalen Auflagen verbundene Kreditvergabepraxis. Durch wachsende Macht und Einfluss von China, Indien oder Brasilien schwindet zudem die Verhandlungsmacht der (anderen) Entwicklungsländer.

## Wirtschaftliche Aspekte
Heute werden die regionalen Disparitäten menschlicher Entwicklung im vom Entwicklungsprogramm der Vereinten Nationen veröffentlichten Index der menschlichen Entwicklung (HDI) erfasst und dargestellt (Disparitätsindex). Der HDI ist ein Wohlstandsindikator für Länder. Er wird seit 1990 im jährlich erscheinenden Bericht über die menschliche Entwicklung (englisch Human Development Report, HDI) des Entwicklungsprogramms der Vereinten Nationen (UNDP) veröffentlicht.